# Krásnotlamka skvrnitá
Krásnotlamka skvrnitá (Callochromis pleurospilus) je paprskoploutvá ryba z čeledi vrubozubcovití (Cichlidae).
Druh byl popsán roku 1906 ichtyologem Georgem Albertem Boulengerem.

## Popis a výskyt
Maximální délka ryby je 10 cm.
Tělo podlouhlé, zploštělé stříbrné a žluté barvy, výrazné oči, hlava větší.
Byla nalezena ve vodách jezera Tanganika. Obývá písčitá dna poblíž skal, tvoří rybí školky. Před predátory se zahrabává do písku.
Je využívána jako akvarijní ryba.